# Осада Нисибиса
Осада Нисибиса — осада римскими войсками армянского города Нисибис в ходе Третьей Митридатовой войны, проводившаяся в 68 до н. э.
Находясь в Армении, Лукулл столкнулся с недовольством своих солдат, которые не хотели продолжения похода. Лукулл был вынужден повернуть назад. Перейдя через Тавр, он оказался в Мигдонии. Здесь он осадил крупный город Нисибис, которым владел брат армянского царя Тиграна Гур. Командующим гарнизоном города был Каллимах, который в 72—71 годах до н. э. оборонял от Лукулла понтийский город Амис. Каллимах фактически руководил обороной Нисибиса, так как был сведущ в военном деле. Лукулл повёл правильную осаду города и вскоре взял его штурмом. Гур сдался добровольно, а Каллимаха Лукулл арестовал и потом казнил.